# Beau Sancy (diamante)
Il diamante Beau Sancy, detto anche Piccolo Sancy per distinguerlo dalla pietra gemella Sancy, è un diamante del peso di 34,98 carati (6,996 g), tagliato a doppia pera con incisione a rosa, di colore bianco con una tenue sfumatura marroncina.
Famoso per essere stato posseduto dalla famiglia Medici, dalla Corona inglese e da quella di Prussia, nel 2012 fu venduto a ignoti per 9,57 milioni di dollari. 

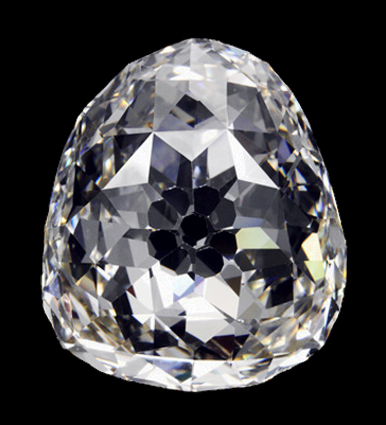
Copia in vetro del Beau Sancy

## Storia
La pietra grezza fu estratta dalle miniere indiane del Golgonda e fa parte di un gruppo di pietre note come i Diamanti del Golgonda, che include il Sancy, "fratello maggiore" del Beau Sancy, il Kho i noor (disputato) e il diamante Hope.
Il diamante, insieme al Sancy, fu acquistato durante il XVI secolo dal francese Nicholas de Harvey, Signore di Sancy, ambasciatore a Costantinopoli presso il sultano ottomano Selim II, che battezzò le pietre con il suo nome.
Nel 1589 vendette entrambe le gemme per finanziare un esercito per Enrico III di Francia. All'epoca, il Sancy era il diamante più grande mai apparso in Europa. Negli anni seguenti, fra gli acquirenti interessati ci fu Maria de' Medici, Regina di Francia, che aveva ereditato sia la fortuna che la passione per le gemme di suo padre, Francesco I de' Medici, Granduca di Toscana. Tuttavia, il Sancy fu acquistato invece da Giacomo I d'Inghilterra, lasciando a Maria solo la pietra minore, appunto il Beau Sancy, formalmente un regalo da parte di suo marito, Enrico IV di Francia (1604). Maria fece incastonare il diamante nella corona che usò per la sua incoronazione del 1610. Maria conservò il diamante per tutta la vita, ma alla sua morte, caduta in disgrazia ormai da molti anni, fu venduto per pagare i debiti e il funerale. 

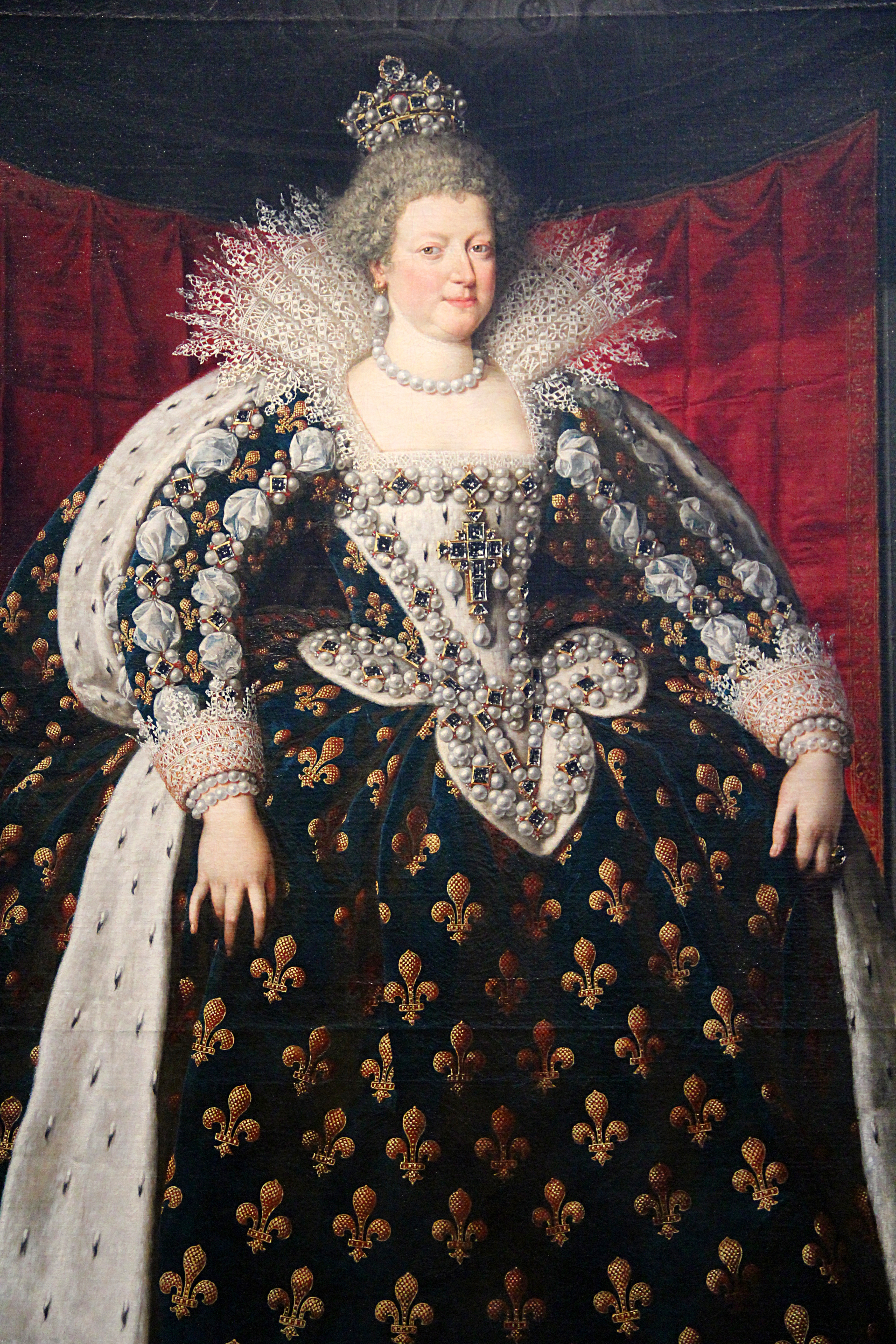
Ritratto dell'incoronazione di Maria de' Medici. Il Beau Sancy è incastonato in cima alla sua corona

L'acquirente fu Federico Enrico d'Orange, per 80.000 fiorini, anche se il gioielliere Thomas Cletcher stimò la gemma a 150.000 fiorini. Il principe regalò il diamante a sua nuora, la Principessa Reale Maria Enrichetta, figlia di Carlo I d'Inghilterra e nipote della stessa Maria de' Medici.
Nel 1659, Maria Enrichetta impegnò la pietra presso la Casa Reale degli Orange per sostenere la riconquista del trono di suo fratello, Carlo II, e morì nel 1661 senza essere riuscita a riscattarla. Il Beau Sancy tornò in possesso della Corona inglese in occasione del matrimonio e dell'incoronazione a sovrani inglesi di Maria II, figlia di Giacomo II, fratello di Maria Enrichetta, e di Guglielmo d'Orange, figlio della stessa Maria Enrichetta. Alla loro morte senza eredi, il diamante tornò in possesso degli Orange e nel 1702 fu reclamata da Federico I, re di Prussia. Da quel momento il Beau Sancy divenne il pezzo forte del tesoro prussiano, incastonato nella nuova Corona che Federico si fece disegnare. La pietra venne ereditata dai successivi due re, Guglielmo I e Federico il Grande, che la donò a sua moglie, Elisabetta Cristina, che la indossò come gioiello.

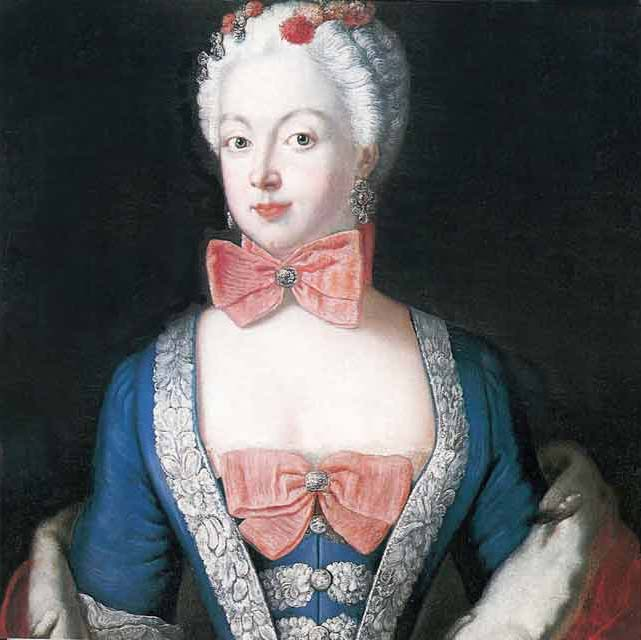
Ritratto di Elisabetta Cristina. Il Beau Sancy è appuntato come spilla sul fiocco

Nei successivi 180 anni la pietra rimase proprietà della Casa di Hohenzollern, e divenne tradizione che le proprietarie lo indossassero come ciondolo ai matrimoni reali. L'ultima proprietaria del diamante fu L'imperatrice Augusta Vittoria, moglie del kaiser Guglielmo II. 

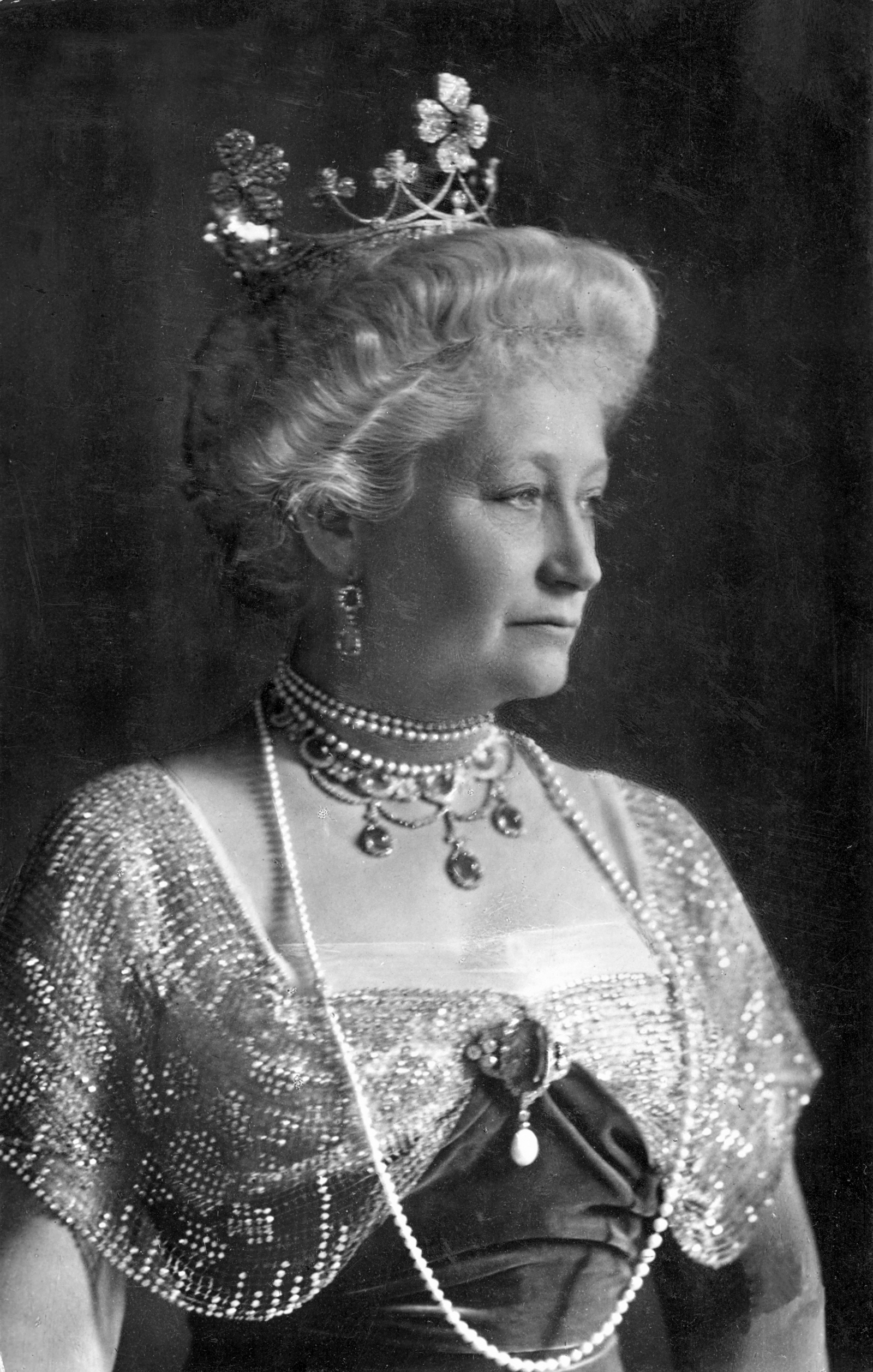
l'Imperatrice Augusta Victoria. Il Sancy è indossato come spilla sul capospalla

Quando suo marito abdicò, la pietra venne incorporata dal governo di Berlino, e restituito agli eredi del Kaiser dopo la seconda guerra mondiale.
Nel 1972, dopo 370 anni, il Sancy e il Beau Sancy furono riuniti per essere esposti a Helsinki.
Nel 2012, dopo 300 anni di possesso da parte della sua famiglia, il principe Georg Friedrich mise all'asta la pietra tramite Sotheby's. L'asta, a Ginevra, si concluse con la vendita a un acquirente ignoto per quasi 10 milioni di dollari, malgrado le stime avessero parlato di un tetto massimo di 4 milioni. Da allora, il diamante non è più stato visto in pubblico.